# ورزشگاه ابوبکرین
ورزشگاه ابوبکرین (به لاتین: Abu Bakrin Stadium) یک ورزشگاه در اندونزی است که در ماگلانگ واقع شده‌است.